# Bundesautobahn 25
L'autostrada tedesca A 25, in tedesco Bundesautobahn 25 è un'autostrada che corre nella parte nord della Germania con un percorso dalla lunghezza di 18,6 km da Amburgo attraverso lo Schleswig-Holstein nella zona nota come Marschland (o Marsch).

## Percorso
| BAB 25 |           |                          |      |                |                |
| Tipo   | n° uscita | Indicazione              | km   | Corrispondenze | Strada europea |
|        | 1         | Dreieck Hamburg Sudost   | 0,2  |                |                |
|        | 2         | Hamburg Allermöhe        | 3,6  |                |                |
|        | 3         | Hamburg Neullermohe West | 5,9  |                |                |
|        | 4         | Hamburg Nettelburg       | 7,9  |                |                |
|        | 5         | Hamburg Bergedorf        | 9,9  |                |                |
|        | 6         | Hamburg Curslack         | 12,2 |                |                |
|        | 7         | Geesthacht               | 18,6 |                |                |